# Álvaro Delgado Ramos
Álvaro Delgado Ramos, né le 9 juin 1922 à Madrid et mort le 3 janvier 2016 dans la même ville, est un peintre espagnol.

## Biographie
Álvaro Delgado Ramos naît le 9 juin 1922 à Madrid.
Un des membres de l'école de Vallecas, il étudie la peinture à l'école de peinture fondée par Vázquez Díaz.
En 1945, il participe à l'exposition de la Jeune École de Madrid à la galerie Buchholz, où il joue un rôle de premier plan et en est le moteur.
En 1996 il obtient la médaille d'or nationale pour le mérite dans les beaux-arts.
Considéré comme l'un des plus importants peintres expressionnistes espagnols, il est l'un des portraitistes les plus recherchés.
Álvaro Delgado Ramos meurt le 3 janvier 2016 à Madrid.